# Lithothamnion sejunctum
Lithothamnion sejunctum Foslie  é o nome botânico  de uma espécie de algas vermelhas  marinhas pluricelulares do gênero Lithothamnion, subfamília Melobesioideae.

## Sinonímia
- Não apresenta sinônimos.